# Chang'anavenyn
Chang'anavenyn (长安街; Cháng'ān Jiē) är den öst-västliga huvudgatan i Peking, som skär rakt genom stadscentrum. Längs Chang'anavenyn finns en lång rad viktiga historiska, politiska och arkitektoniska byggnader. Chang'anavenyn är med sina tio filer en av världens bredaste gator.

## Landmärken
Längs Chang'anavenyn ligger historiska monument såsom Himmelska fridens port, Förbjudna staden och Pekings antika observatorium liksom politiskt viktiga platser såsom Zhongnanhai, Himmelska fridens torg och Folkets stora hall. Arkitektoniska landmärken såsom Nationella centret för scenkonst, China World Trade Center Tower III, Beijing Hotel och Militärmuseet finns också längs avenyn, och populära shoppingplatser som Xidan och Sidenmarknaden.

## Namn
Chang'anavenyn, som betyder "Eviga fredens aveny", har fått sitt namn av staden Xi'ans historiska namn Chang'an. Gatan har även tidigare kallats Shili Changjie (十里长街) som betyder "Tio li långa gatan", vilket motsvarar ungefär fem kilometer och ungefär motsvarar dess ursprungliga längd.

## Historia
Under Yuandynastin (1279-1368) markerade dagens sträckning av Chang'anavenyn den södra stadsmuren till huvudstaden Khanbalik. Under uppförandet av Mingdynastins Beijing 1406 till 1420 drogs de första delarna av Chang'anavenyn mellan östra och västra stadsmuren, vilket motsvarar innanför Andra ringvägen idag.
På 1950-talet började Chang'anavenyn på moderniseras och bebyggas. Peking är historiskt uppbyggt kring en nord- sydlig axel som består av Trum- och klocktornen, Jingshanparken, Förbjudna staden, Himmelska fridens port, Zhengyangmen och Yongdingmen. Chang'anavenyn är i kontrast till den historiska nord- sydaxeln en öst- västlig axel i modernisering och urbanisering att jämföra med t.ex. Champs-Élysées i Paris.
Protesterna och massakern på Himmelska fridens torg 1989 utspelade sig till stor del längs de västra delarna av Chang'anavenyn (kring Muxidi) och Den okände rebellen fotograferades på Östra Chang'anavenyn. 
Inför firandet av Folkrepubliken Kinas sextioårsjubileum 2009 renoverades 12 km av Chang'anavenyn.

## Sektioner
Tekniskt sett är det bara Västra Chang'anavenyn och Östra Chang'anavenyn (totalt 3,7 km) kring Himmelska fridens torg som officiellt har namnet Chang'anavenyn. Dock används namnet i varierande grad även för dess förlängningar i båda riktningarna. Totalt omfattats tio olika sektioner, som tillsammans utgör ca 38 km aveny. De olika sektionerna är (från väster till öster):
- Shijingshanvägen (石景山路) löper från Yongdingfloden utanför västra Femte ringvägen och öster ut till Yuquanvägen (玉泉路) vid Yuquanlu tunnelbanestation. (ca 6,9 km)
- Fuxingvägen (复兴路) löper från Yuquanvägen (玉泉路) vid Yuquanlu tunnelbanestation och öster ut till Militärmuseet (ca 6,5 km)
- Yttre Fuxingmenavenyn (复兴门外大街) löper från Militärmuseet och öster ut till västra Andra ringvägen. (ca 2,4 km)
- Inre Fuxingmenavenyn (复兴门内大街) löper från västra Andra ringvägen och öster ut till Xidan. (ca 1,5 km)
- Västra Chang'anavenyn (西长安街) löper från Xidan och öster ut till Himmelska fridens torg. (ca 2 km)
- Östra Chang'anavenyn (东长安街) löper från Himmelska fridens torg och öster ut till Norra Dongdanavenyn (东单北大街) vid Dongdan tunnelbanestation (ca 1,7 km)
- Inre Jianguomenavenyn (建国门内大街) löper från Norra Dongdanavenyn (东单北大街) vid Dongdan tunnelbanestation och öster ut till östra Andra ringvägen. (ca 1,5 km)
- Yttre Jianguomenavenyn  (建国门外大街) löper från östra Andra ringvägen och öster ut till östra Tredje ringvägen. (ca 2,2 km)
- Jianguovägen (建国路) löper från östra Tredje ringvägen och öster ut till Västra Dawanggatan (西大望路) vid Dawanglu tunnelbanestation (ca 1,4 km)
- Jingtong Expressway (京通快速路) löper från Västra Dawanggatan (西大望路) vid Dawanglu tunnelbanestation väster ut till väsen korsar Tonghuifloden. (ca 12 km)

## Galleri

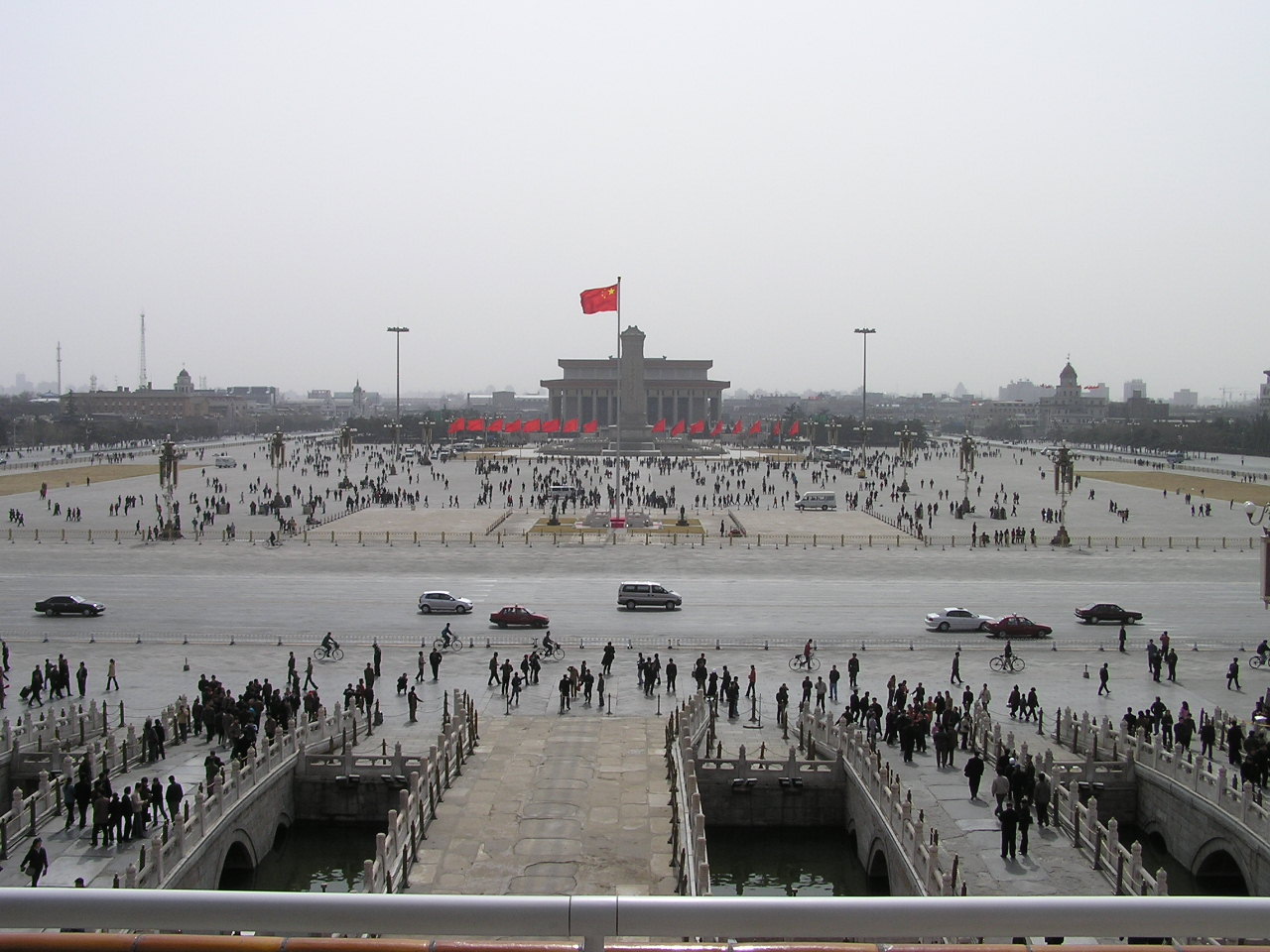
Chang'anavenyn där den passerar norr om Himmelska fridens torg och söder om Himmelska fridens port.
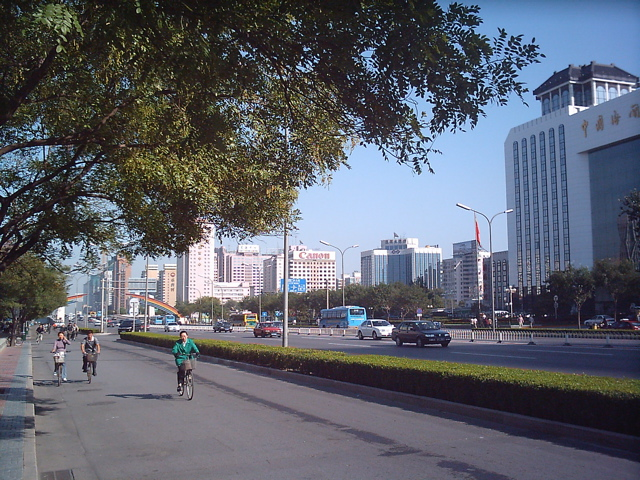
Chang'anavenyn (Inre Jianguomenavenyn) där den korsar östra Andra ringvägen
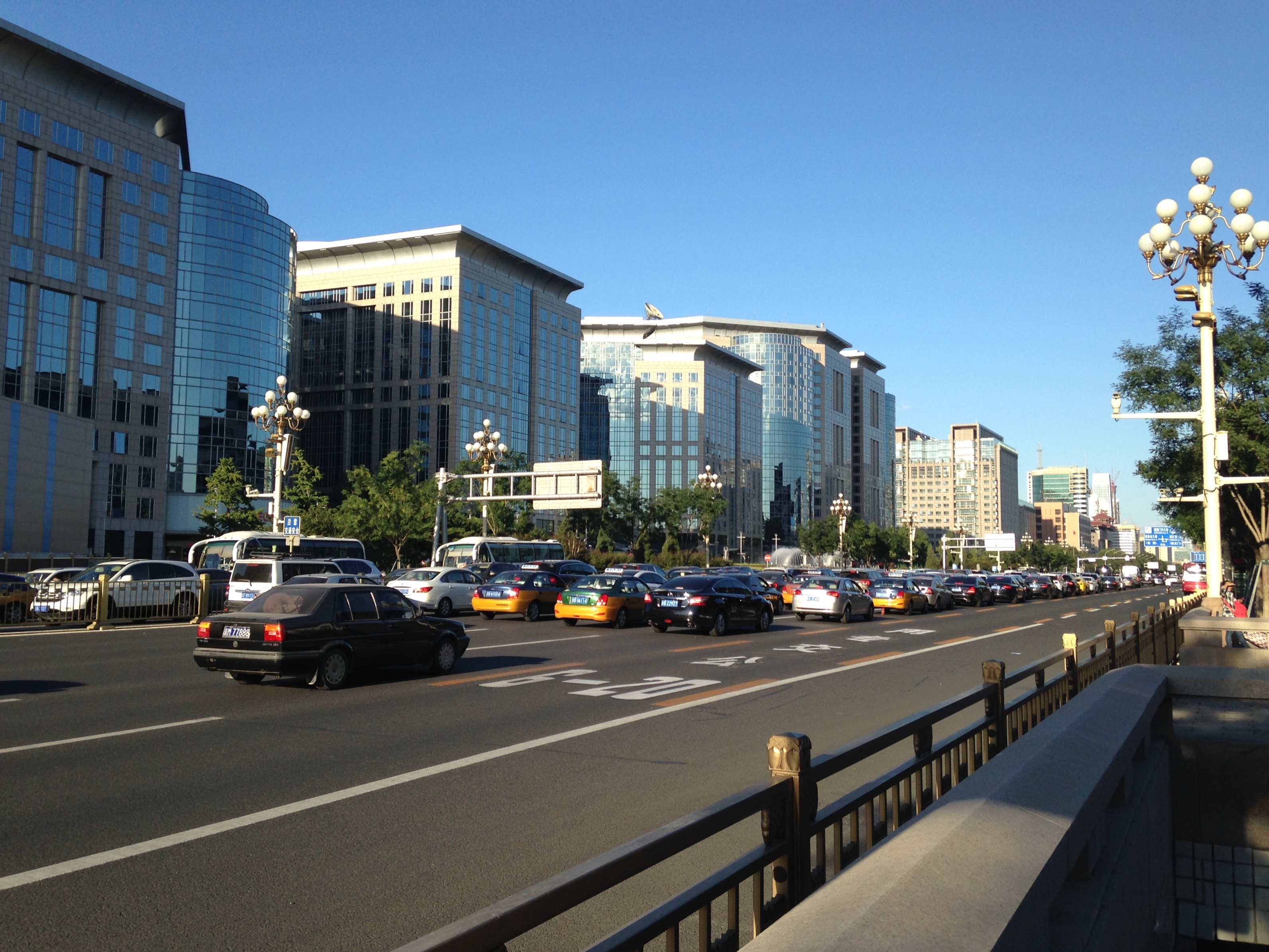
Östra Chang'anavenyn vid Wangfujing.
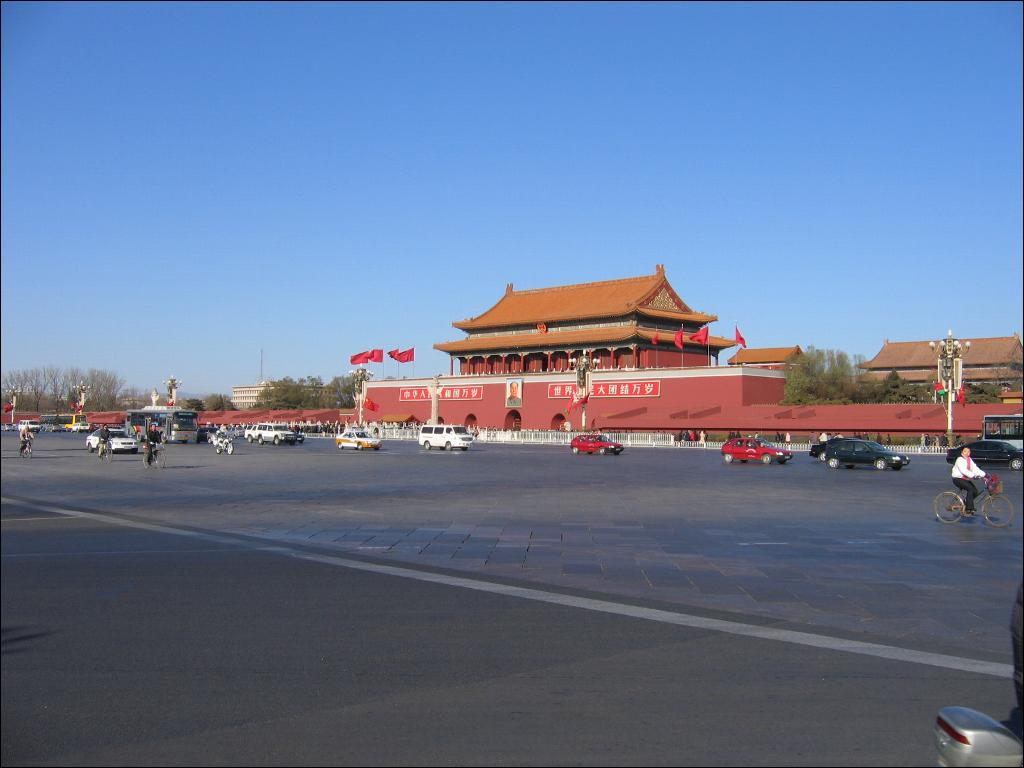
Östra Chang'anavenyn vid Himmelska fridens port.